# Givira pulverosa
Givira pulverosa is een vlinder uit de familie van de Houtboorders (Cossidae). De wetenschappelijke naam van de soort is voor het eerst gepubliceerd in 1898 door George Francis Hampson.
De soort komt voor in de Kleine Antillen waaronder Saint Lucia, Saint Vincent en Grenada.